# Oppertsau
Oppertsau ist ein Ortsteil der Gemeinde Fürthen im Landkreis Altenkirchen (Westerwald) in Rheinland-Pfalz. Der Ort gehört somit der Verbandsgemeinde Hamm (Sieg) an.

## Lage
Oppertsau liegt an einer Siegschleife, sieben Kilometer westlich von Wissen und acht Kilometer südöstlich von Rosbach. Der Ort liegt direkt an der Grenze zu Nordrhein-Westfalen und bildet mit dem auf der anderen Seite der Landesgrenze gelegenen Windecker Ortsteil Opperzau eine zusammenhängende Siedlungsfläche. Die durch den Ort führenden Landesstraßen 112 und 267 stellen die Landesgrenze zwischen Nordrhein-Westfalen und Rheinland-Pfalz dar (Siehe Liste geteilter Orte#Nordrhein-Westfalen/Rheinland-Pfalz). Des Weiteren führt die Kreisstraße 60 durch den Ort.
Umliegende Ortschaften sind neben Opperzau außerdem noch Dünebusch (Ortsteil der Gemeinde Bitzen) im Nordosten, Etzbach im Osten, Hamm (Sieg) im Süden und Fürthen im Westen. Oppertsau liegt an der Siegstrecke (Bahnstrecke Köln–Siegen), der nächstgelegene Bahnhof ist Etzbach. Der frühere Haltepunkt im benachbarten Opperzau wurde 1994 geschlossen.

## Geschichte
Erstmals urkundlich erwähnt wurde Oppertsau im 15. Jahrhundert. Die Teilung des Ortes geht auf historische Gebietsstreitigkeiten zwischen dem Amt Windeck und der Grafschaft Sayn zurück, die im Jahr 1604 durch den Siegburger Vergleich beigelegt werden konnten. Dabei kam der nördliche Teil des Ortes zum Amt Windeck, während der südliche in der Grafschaft Sayn verblieb.
Oppertsau gehörte zum Kirchspiel Hamm und bildete mit den Dörfern Fürthen, Kappenstein, Mümmelbach, Opsen und Walbach einen als „Sende“ bezeichneten Verwaltungsbezirk in der Grafschaft Sayn-Hachenburg. 1799 fiel diese Grafschaft an die Fürsten von Nassau-Weilburg, von 1806 an zählte Oppertsau zum Herzogtum Nassau.
Durch die auf dem Wiener Kongress getroffenen Vereinbarungen wurde die Region um Oppertsau im Jahr 1815 an das Königreich Preußen abgetreten. Die Gemeinde Fürthen mit dem Ortsteil Oppertsau wurde der Bürgermeisterei Hamm im Kreis Altenkirchen zugeordnet, der zum Regierungsbezirk Koblenz gehörte. Von 1822 bis zum Ende des Zweiten Weltkrieges gehörte Oppertsau zur Rheinprovinz, seitdem zum Land Rheinland-Pfalz.